# Точка кипения (телесериал, 2023)
«Точка кипения» (англ. Boiling Point) — британский четырёхсерийный мини-сериал 2023 года режиссёров Филипа Барантини и Муньи Акл. Сериал служит продолжением фильма Барантини «Точка кипения» 2021 года и рассказывает о судьбе поваров лондонского ресторана спустя полгода после показанных в первом фильме событий.
Первые два эпизода снял Филип Барантини, два последних сняла Мунья Акл. Большинство актёров первого фильма появляются в тех же ролях.
Премьера сериала состоялась на BBC One 1 октября 2023 года. Он получил положительные отзывы критиков.

## Сюжет
Проходит несколько месяцев после событий первого фильма. Энди перенёс операцию и находится в депрессии, он сидит дома без работы. Кайли работает шеф-поваром в другом ресторане, который специализируется на «северной» кухне. Её су-шефом стал Фримен, также с ней работает большая часть бывшей команды Энди. У каждого из членов команды свои проблемы, а ресторан нуждается в привлечении инвестиций. В каждой из серий возникают свои конфликты, и теперь разбираться с ними приходится в основном Кайли.

## В ролях
- Винетт Робинсон — Кайли
- Ханна Уолтерс — Эмили
- Изука Хойл — Камилла
- Рэй Пантаки — Фримен
- Гари Ламонт — Дин
- Ханна Трейлин — Холли
- Дэниэл Ларкаи — Джейк
- Эйн Роуз Дейли — Робин
- Шон Фаган — Болтон
- Стивен Грэм — Энди Джонс
- Стивен Макмиллан — Джеми
- Стивен Одубола — Джонни
- Таз Скайлар — Билли
- Стивен Огг — Ник
- Кэти Тайсон — мать Карли
- Элис Фитхэм — Бет

## Список серий
| Серия | Краткое содержание | Дата премьеры   |
| ----- | --- | --------------- |
| 1     | Показан один вечер в ресторане Point North, где Кайли работает шеф-поваром. В зале присутствуют очень важные персоны, потенциальные инвесторы, которым владелец Лиам показывает ресторан. На кухню приходит новый повар Джонни, которому очень нужна работа, однако он ещё не обладает нужными умениями и нередко осложняет ситуацию. Мать Кайли больна и постоянно звонит ей, а потом нажимает тревожную кнопку на телефоне, и Кайли вынуждена ехать к ней, оставив кухню на су-шефа Фримена. В результате череды ошибок вечер проходит нервно и неудачно, а инвесторы отказываются иметь дело в рестораном. После смены Кайли обвиняет в случившемся Фримена, который в ответ заявляет о своём уходе. Джонни просит прощения за ошибки, и Кайли даёт ему второй шанс. Когда он приходит домой, оказывается понятной причина, по которой ему так нужна работа: дома его ждёт жена и двое новорождённых близнецов. Эмили вечером навещает Энди, заставая его в депрессии перед телевизором, выпивающим одну банку пива за другой.                                                                              | 1 октября 2023  |
| 2     | В ресторане Point North меняется поставщик продуктов, и теперь туда привозят замороженное мясо, что осложняет жизнь поварам. У Джеми важный вечер: впервые в меню десерт по его собственному рецепту. Фримена теперь нет, и приходится справляться без него. Джонни начинает осваиваться и помогает всем по очереди. Одна пара в ресторане ведёт вебя очень шумно, в итоге после разговора с Дином они со скандалом покидают заведение, не заплатив. Из-за волнения у Джеми не получается сделать десерты на требуемом уровне, и он режет себе руки в туалете. Джонни, после службы в армии обладающий навыками оказания первой помощи, перевязывает его, затем Джеми отправляют в больницу, куда его сопровождает его подруга Эмили. У Дина день рождения, после смены коллеги поздравляют его и дарят подарок. Энди решается пойти в клуб анонимных алкоголиков. Руководителем клуба является Эмили, которая когда-то сама страдала от алкоголизма. | 2 октября 2023  |
| 3     | Джейк, мойщик посуды в ресторане Point North, один содержит младшую сестру-школьницу и нуждается в деньгах. Он забирает домой остатки еды и работает на двух работах. Кайли приглашает нового су-шефа и вынуждена вдвое сократить рабочие часы Джейка и Холли. Холли, ранее занятая в криминальном бизнесе, предлагает Джейку решить финансовые проблемы, отвезя сумку (предположительно с наркотиками) в Манчестер. Всё проходит гладко, хотя по дороге Джейк и Холли постоянно ждут появления полиции. Энди приглашают на встречу в его бывший ресторан, который теперь носит другое имя. Отец Бет погасил его долги перед Алистером, и теперь Энди подписывает документы об отказе от своей доли. Он также замечает, что в новом ресторане шеф-поваром стал Фримен; они примиряются. Эмили со слезами признаётся Кайли, что из-за случая с Джеми она выпила алкоголь впервые за 13 лет воздержания. | 15 октября 2023 |
| 4     | Утром Робин идёт на прослушивание, но из-за нервов и проблем с пищеварением уходит до того, как её вызовут. Она также опаздывает в ресторан. Между тем, в Point North ещё один важный день: праздничный ужин для гостей на свадьбе знакомых Лиама. Всё проходит удачно, хотя по ходу вечера и происходят различные происшествия: Ник пристаёт к Камилле, Робин входит не вовремя и случайно смахивает с подставки несколько тарелок с десертами. После смены все идут в бар на танцы, однако не приглашают Ника. Энди заходит домой к Кайли, но её нет дома, затем он идёт в ресторан, но встречает только Ника, который выражает ему своё восхищение. В баре все радуются, но внезапное появляется пьяный Лиам, ушедший со свадьбы: он сообщает Кайли, что финансовые дела обернулись неудачно и ресторан будет закрыт. Кайли в порыве страсти целуется с Холли, а затем идёт к Энди, рассказывая ему о произошедшем. Остальные члены команды ещё ничего не знают. В конце показано, как все расходятся по домам после бара. Кайли возвращается в пустой ресторан, осматривая его, возможно, в последний раз. | 22 октября 2023 |

## Отзывы
По данным агрегатора Rotten Tomatoes, 
100 % из 19 обзоров были положительными, со средней оценкой 8.3 из 10.
Российский критик Максим Ершов (Film.ru), оценив сериал на 6 из 10, назвал его «не очень динамичной и предсказуемой производственной драмой о лондонском ресторане», отметив, что первому фильму 2021 года «кажется, не нужно было продолжение». По мнению критика, «„Точка кипения“ напрочь лишается напряжения, а из-за заточенности на бесконечные проблемы героев зрителям просто некогда передохнуть. Это совершенно беспросветное шоу». Сравнение с американским сериалом на сходную тему оказывается не в пользу «Точки кипения»: «Авторам не удаётся повторить успех полного метра и приблизиться к шедевральному „Медведю“».